# Jordin Sparks
 (mars 2011).
Si vous disposez d'ouvrages ou d'articles de référence ou si vous connaissez des sites web de qualité traitant du thème abordé ici, merci de compléter l'article en donnant les références utiles à sa vérifiabilité et en les liant à la section « Notes et références ».
 (mai 2014).
Le contenu est difficilement compréhensible vu les erreurs de traduction, qui sont peut-être dues à l'utilisation d'un logiciel de traduction automatique.
Jordin Brianna Sparks, née le 22 décembre 1989 à Phoenix (Arizona), est une auteure-compositrice-interprète et actrice américaine, connue pour avoir remporté la saison 6 de American Idol aux États-Unis.

## Famille et enfance
Jordin Sparks naît à Phoenix, en Arizona. Elle est la fille de Jodi Weidmann et de Phillippi Sparks (en), un ancien joueur de football américain de deux célèbres équipes, les Giants de New York (1992-1999) et les Cowboys de Dallas (2000). Jordin a un frère cadet, Phillippi « PJ » Sparks Jr. Pendant une courte période, la famille habite à Orchard Place, Ridgewood, dans le New Jersey, où Sparks fréquente l’école Orchard School. Après avoir vécu dans le New Jersey, elle fréquente la Northwest Community Christian School à Phoenix, jusqu'à la huitième année. Elle fréquente ensuite le lycée Sandra Day O'Connor jusqu'en 2006. Elle est alors scolarisée à la maison afin de mieux se concentrer sur son chant. Jordin Sparks est chrétienne et va à l'église du Calvary Community à Phoenix. Dans sa biographie d’American Idol, elle remercie ses parents et Dieu pour ce qu'elle a acquis. Elle a remporté un prix du meilleur jeune artiste de l'année en Arizona trois ans d'affilée.
Avant d'apparaître sur American Idol, Sparks participe et gagne des concours de talents tels que Rising Star de Coca-Cola, le Prix du Gospel Music Association Académie Spotlight, America's Most Talented Kids (en), Country Showdown (en), et le Drug Free Reseach Superstar AZ de 2006. Avant Idol, Sparks chante fréquemment l'hymne national lors de manifestations sportives locales, notamment pour les Phoenix Suns, les Cardinals de l'Arizona, et les Diamondbacks de l'Arizona. Sparks apparaît également avec Alice Cooper en 2004, pour son spectacle de Noël, et en tournée avec le chanteur chrétien Michael W. Smith en 2006. En 2006, Sparks a été l'un des six lauréats de la recherche, par la chaîne de vêtements Torrid, de la « Next Model Plus Size ». Cela l'a menée en Californie, où elle a été photographiée pour un certain nombre d'annonces et de promotions de Torrid.
Le 16 juin 2011, Jordin Sparks pose pour sa première séance photo en bikini pour la couverture de People.

## Carrière musicale
Le 23 mai 2007, Sparks a remporté toutes les tournées de la sixième saison d’American Idol qui a commencé le 17 janvier 2007. Au début, elle a fait bonne impression sur les trois juges Simon Cowell (un manager anglais dans la musique), Paula Abdul (une danseuse et chanteuse américaine) et Randy Jackson (un chanteur et producteur américain sans lien de parenté avec Michael Jackson). Sparks est la plus jeune gagnante de cette émission et la seule qui vient du Sud-Ouest du pays.
Elle avait déjà fait plusieurs petits concours en Arizona, par exemple Arizona Idol. Elle travaillait un peu comme mannequin, et fait notable, elle a fait la une du magazine Seventeen (édition de décembre 2006). Elle était aussi actrice – plus particulièrement au théâtre.
Sa nouvelle chanson This Is My Now qui parle de quelqu'un qui vient de trouver indépendance et confiance qui aimerait profiter au maximum de la vie, est sortie aux États-Unis. Sans doute, grâce à ce concours international, sa chanson va parcourir le monde entier. Lors du Super bowl de 2008, Jordin Sparks a chanté l'hymne national américain devant des millions de téléspectateurs attentifs qui rêvaient de voir les Patriots de la Nouvelle-Angleterre l'emporter pour être la deuxième équipe de l'histoire de la NFL à avoir eu une saison parfaite (la première fut les Dolphins de Miami de 1972)
En 2008, elle réalise en collaboration avec Chris Brown le titre No Air qui se classe dans les deuxièmes meilleures ventes aux États-Unis. En 2009, on annonce qu'elle fera la première partie de la tournée mondiale des Jonas Brothers.

## Théâtre et comédies musicales
- 2008 : In the Heights, à Broadway, Nina[4]

- 2016 : Waitress de Sara Bareilles, au Brooks Atkinson Theatre, Jenna

## Cinéma
Jordin a chanté pour le film Avalon High, la chanson Battlefield passe dans le film peu après son début.
« Angels Are Singing » est une chanson interprétée par Jordin Sparks et qui a servi de thème pour le téléfilm Les Douze Noël de Kate.
Elle chante en duo avec Whitney Houston le titre Celebrate pour le film Sparkle en 2012.
Elle interprète le thème du film Le chaos avec Nicolas Cage: "I wish we'd all been ready"
Elle chante la chanson “Count on you” dans la série “Big Time Rush”.

## Vie privée
Jordin a été en couple avec le chanteur, Steph Jones, de mars 2008 à novembre 2010,.
En septembre 2011, Jordin a commencé à fréquenter le chanteur, Jason Derulo,. Le 26 septembre 2014, il a été annoncé qu'ils se sont séparés au bout de trois ans de vie commune ; Jason a révélé, lors d'une interview le 29 septembre 2014, que Jordin voulait l'épouser et qu'elle lui mettait la pression. Jason a tenu à souligner qu'ils ne se sont pas quittés en bons termes,.
Elle a ensuite été la compagne du rappeur, Sage the Gemini, de février 2015, à février 2016,.
Le 16 juillet 2017, elle s'est mariée au mannequin Dana Isaiah (né Dana Isaiah Thomas) à Hawaï. En novembre 2017, le magazine américain People révèle que le couple attend son premier enfant. À la suite de cet article, Jordin Sparks révèle sur sa page Instagram qu'ils attendent un garçon, dont la naissance est attendue pour le printemps 2018. Concernant sa grossesse, Jordin admet que ce fut tout d'abord un « choc », car le couple n'était marié que depuis un mois, mais ils ont vite accueilli la nouvelle avec enthousiasme.
Le 2 mai 2018, Jordin Sparks donne naissance à leur premier enfant, un garçon, prénommé Dana Isaiah Thomas Jr.

## Discographie

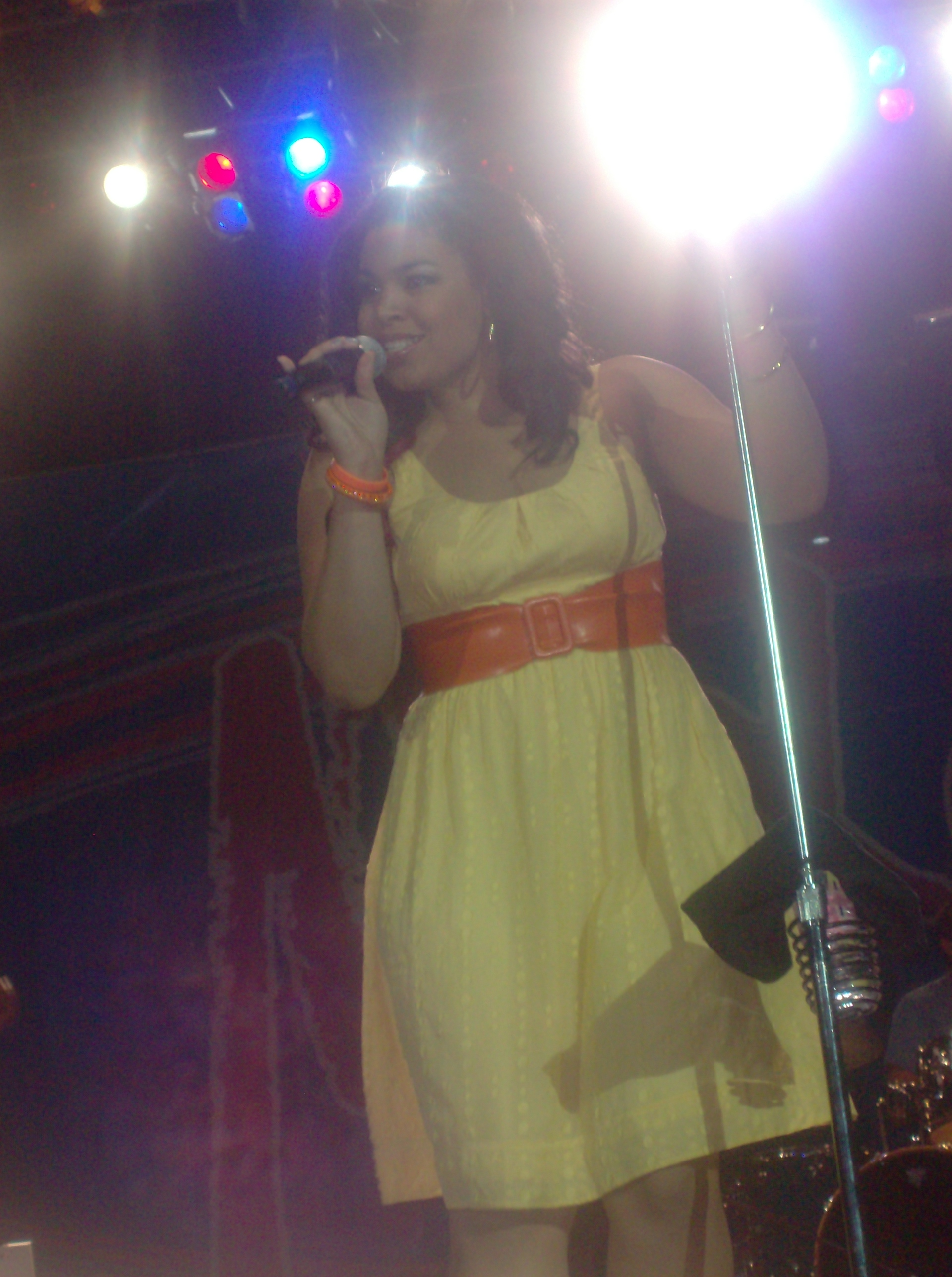
Jordin Sparks en concert au Kansas en juin 2008.

### Albums
- 2007 : Jordin Sparks
- 2009 : Battlefield
- 2015 : Right Here, Right Now

### Singles
- This Is My Now (2007)
- Tattoo (2007)
- No Air (featuring Chris Brown) (2008)
- One Step At Time (2008)
- Overcome (2008)
- Battlefield (2009)
- SOS (2009)
- Road to paradise (2009)
- Vertigo (2010)
- Average girl (2010)
- Beauty and the Beast pour La Belle et la Bête (Disney) (2010)
- The World I Knew (2011)
- I'm A Women
- I'm Out Tonight (2012)
- I Ain't You (2014)

## Filmographie

### Cinéma
- 2012 : Sparkle : Sparkle
- 2014 : Le Chaos de Vic Armstrong : Shasta

### Télévision
- La Vie de croisière de Zack et Cody : elle-même. (Crossing Jordin, Saison 2)[Quand ?]
- Big Time Rush : elle-même ('Big Time Sparks', saison 1 épisode 16)2009
- American Idol : Season 6 (Winners)[Quand ?]
- 2013 : Les Experts : Allison Stone (Chambre maudite, saison 14, épisode 9)
- 2017 : Time After Time : Jesse Givens